# Vùng Bắc Cực

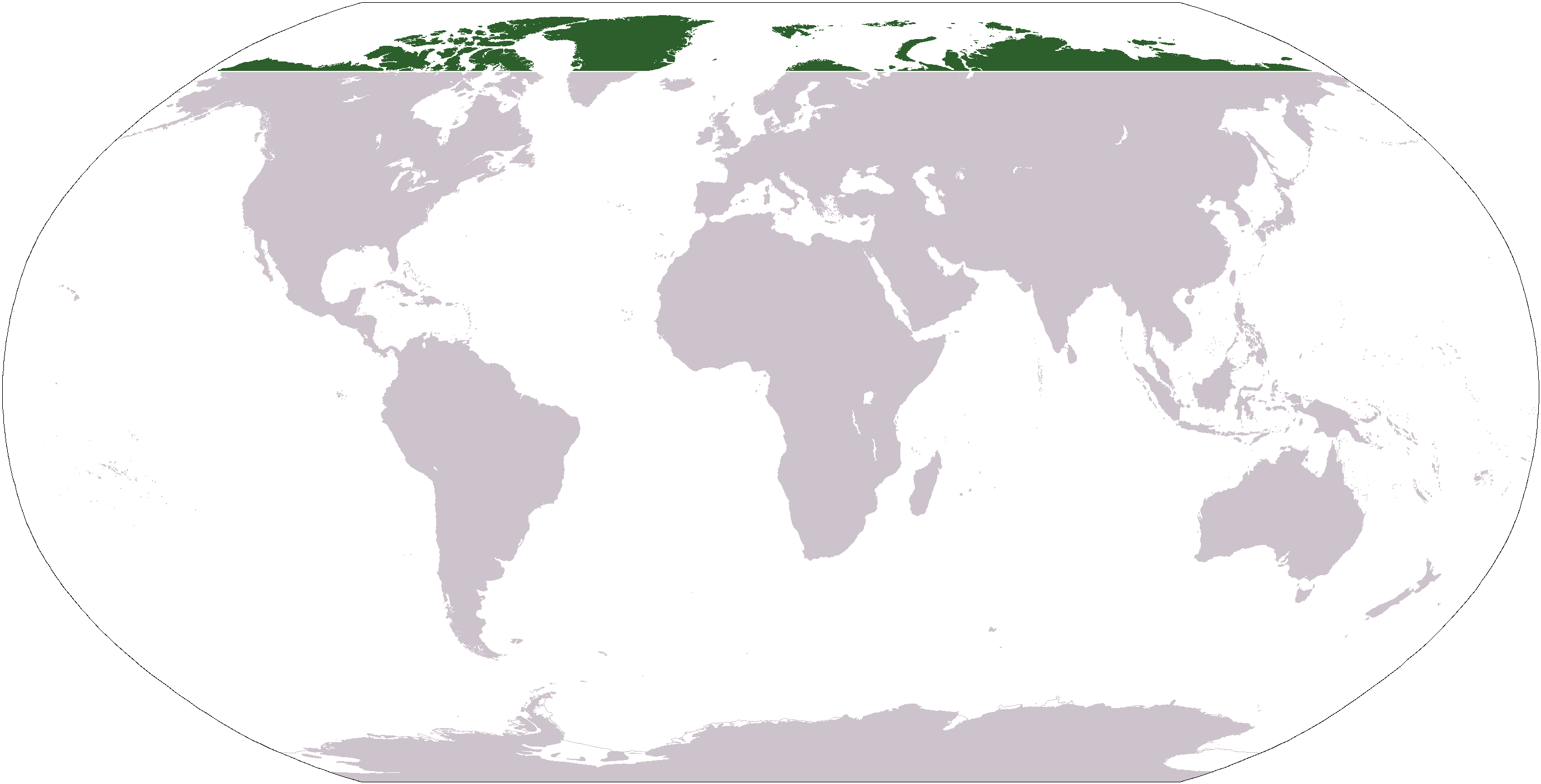
Vùng Bắc cực (màu xanh lá cây)

Vùng Bắc cực là khu vực xung quanh Bắc Cực Trái Đất, đối diện với Vùng Nam cực xung quanh Nam Cực. Vùng Bắc cực bao gồm Bắc Băng Dương, các vùng biển lân cận và một phần của Alaska (Hoa Kỳ), một phần Bắc Canada, Greenland, Đan Mạch, Nga, Iceland, Na Uy, Thụy Điển và Phần Lan. Vùng Bắc cực được định nghĩa là khu vực phía bắc, nằm trong vòng Bắc Cực (66° 33'B), là nơi đánh dấu điểm cực nam của ngày vùng cực (ngày có mặt trời suốt 24 giờ, thường gọi là mặt trời nửa đêm) và đêm vùng cực (ngày không có mặt trời suốt 24 giờ). Đây cũng được xem là hoang mạc lớn thứ hai thế giới theo diện tích sau châu Nam Cực. Vùng đất trong khu vực Bắc Cực có tuyết và băng phủ thay đổi theo mùa, với tầng đất đóng băng vĩnh cửu chủ yếu là băng vĩnh cửu (băng ngầm đóng băng vĩnh viễn) có chứa đài nguyên. Biển Bắc Cực chứa băng biển theo mùa ở nhiều nơi.
Khu vực Bắc Cực là một khu vực độc đáo trong số các hệ sinh thái của Trái Đất. Ví dụ, các nền văn hóa trong khu vực và các dân tộc bản địa Bắc Cực đã thích nghi với điều kiện lạnh lẽo và khắc nghiệt ở đó. Cuộc sống ở Bắc Cực bao gồm các sinh vật sống trong băng, động vật phù du và thực vật phù du, cá và động vật có vú biển, chim, động vật trên cạn, thực vật và xã hội loài người.  Vùng đất Bắc Cực được bao bọc bởi các tiểu vùng.